# Chachacomal
Chachacomal es un caserío peruano ubicado en el distrito de Sapillica, perteneciente a la provincia de Ayabaca del departamento de Piura, al norte del Perú. 

## Ubicación
Chachacomal se ubica al oeste de la provincia de Ayabaca, en el distrito de Sapillica, en el departamento de Piura.

## Demografía
En 2017 Chachacomal tenía una población de 354 habitantes.
| Gráfica de evolución demográfica de Chachacomal entre 1993 y 2017 |
|                                                                   |
| Fuentes: Población 1993 y 2017                                    |